# Avrillé (Maine-et-Loire)
Pour les articles homonymes, voir Avrillé.
Avrillé [avʁije]  est une commune française située dans le département de Maine-et-Loire, en région Pays de la Loire.
Elle se trouve en périphérie nord-ouest de la ville d'Angers à 5,2 km, et fait partie de la communauté urbaine Angers Loire Métropole.

## Géographie

### Localisation
Avrillé est située dans la périphérie nord-ouest d’Angers à 5 km de celle-ci sur un terrain relativement plat, avec un sol originellement boisé et riche en schistes ardoisiers et grès primaires.
Avrillé est desservie par deux sorties autoroutières du contournement nord d’Angers : Avrillé-Centre et Avrillé-Z.I.

### Climat
Pour des articles plus généraux, voir Climat des Pays de la Loire et Climat de Maine-et-Loire.
En 2010, le climat de la commune est de type climat océanique altéré, selon une étude du CNRS s'appuyant sur une série de données couvrant la période 1971-2000. En 2020, Météo-France publie une typologie des climats de la France métropolitaine dans laquelle la commune est exposée à un climat océanique et est dans la région climatique Moyenne vallée de la Loire, caractérisée par une bonne insolation (1 850 h/an) et un été peu pluvieux.
Pour la période 1971-2000, la température annuelle moyenne est de 11,8 °C, avec une amplitude thermique annuelle de 14,2 °C. Le cumul annuel moyen de précipitations est de 670 mm, avec 11,5 jours de précipitations en janvier et 5,9 jours en juillet. Pour la période 1991-2020, la température moyenne annuelle observée sur la station météorologique de Météo-France la plus proche, sur la commune de Beaucouzé à 5 km à vol d'oiseau, est de 12,6 °C et le cumul annuel moyen de précipitations est de 709,3 mm,. Pour l'avenir, les paramètres climatiques de la commune estimés pour 2050 selon différents scénarios d'émission de gaz à effet de serre sont consultables sur un site dédié publié par Météo-France en novembre 2022.
| Mois                                  | jan.             | fév.             | mars           | avril           | mai             | juin           | jui.           | août           | sep.           | oct.            | nov.          | déc.             | année      |
| ------------------------------------- | ---------------- | ---------------- | -------------- | --------------- | --------------- | -------------- | -------------- | -------------- | -------------- | --------------- | ------------- | ---------------- | ---------- |
| Température minimale moyenne (°C)     | 3,3              | 2,9              | 4,6            | 6,3             | 9,6             | 12,6           | 14,3           | 14,3           | 11,4           | 9,3             | 5,9           | 3,5              | 8,2        |
| Température moyenne (°C)              | 6                | 6,4              | 9              | 11,3            | 14,7            | 18,1           | 20             | 20,1           | 16,9           | 13,4            | 9,1           | 6,3              | 12,6       |
| Température maximale moyenne (°C)     | 8,8              | 9,9              | 13,3           | 16,4            | 19,9            | 23,5           | 25,8           | 25,9           | 22,4           | 17,4            | 12,3          | 9,2              | 17,1       |
| Record de froid (°C) date du record   | −15,4 17.01.1987 | −12,8 04.02.1963 | −10,6 01.03.05 | −3,4 12.04.1986 | −1,6 07.05.1957 | 2,3 12.06.1957 | 4,5 05.07.1965 | 5,1 05.08.1967 | 2,5 19.09.1952 | −3,2 29.10.1947 | −8 23.11.1956 | −13,4 29.12.1964 | −15,4 1987 |
| Record de chaleur (°C) date du record | 17,1 15.01.1975  | 21,2 15.02.1958  | 24,8 30.03.21  | 29,7 30.04.05   | 32,8 29.05.1947 | 40,1 18.06.22  | 40,7 18.07.22  | 38,7 07.08.20  | 35,7 14.09.20  | 30,5 02.10.23   | 22,2 08.11.15 | 19 07.12.00      | 40,7 2022  |
| Ensoleillement (h)                    | 684              | 977              | 1 423          | 1 796           | 205             | 2 242          | 2 353          | 2 253          | 1 917          | 1 209           | 841           | 708              | 18 451     |
| Précipitations (mm)                   | 69,9             | 54,4             | 52,8           | 54,7            | 59,4            | 48,7           | 45             | 48,2           | 56,5           | 71,9            | 72,9          | 74,9             | 709,3      |

## Urbanisme

### Typologie
Au 1er janvier 2024, Avrillé est catégorisée grand centre urbain, selon la nouvelle grille communale de densité à sept niveaux définie par l'Insee en 2022.
Elle appartient à l'unité urbaine d'Angers, une agglomération intra-départementale regroupant douze  communes, dont elle est une commune de la banlieue,,. Par ailleurs la commune fait partie de l'aire d'attraction d'Angers, dont elle est une commune du pôle principal,. Cette aire, qui regroupe 81 communes, est catégorisée dans les aires de 200 000 à moins de 700 000 habitants,.

### Occupation des sols
L'occupation des sols de la commune, telle qu'elle ressort de la base de données européenne d’occupation biophysique des sols Corine Land Cover (CLC), est marquée par l'importance des territoires artificialisés (50,7 % en 2018), en augmentation par rapport à 1990 (33,3 %). La répartition détaillée en 2018 est la suivante : zones urbanisées (27,5 %), terres arables (18,5 %), zones industrielles ou commerciales et réseaux de communication (14,3 %), prairies (13,3 %), zones agricoles hétérogènes (13,3 %), espaces verts artificialisés, non agricoles (8,9 %), forêts (3,8 %), eaux continentales,. L'évolution de l’occupation des sols de la commune et de ses infrastructures peut être observée sur les différentes représentations cartographiques du territoire : la carte de Cassini (XVIIIe siècle), la carte d'état-major (1820-1866) et les cartes ou photos aériennes de l'Institut national de l'information géographique et forestière (IGN) pour la période de 1950 à aujourd'hui.

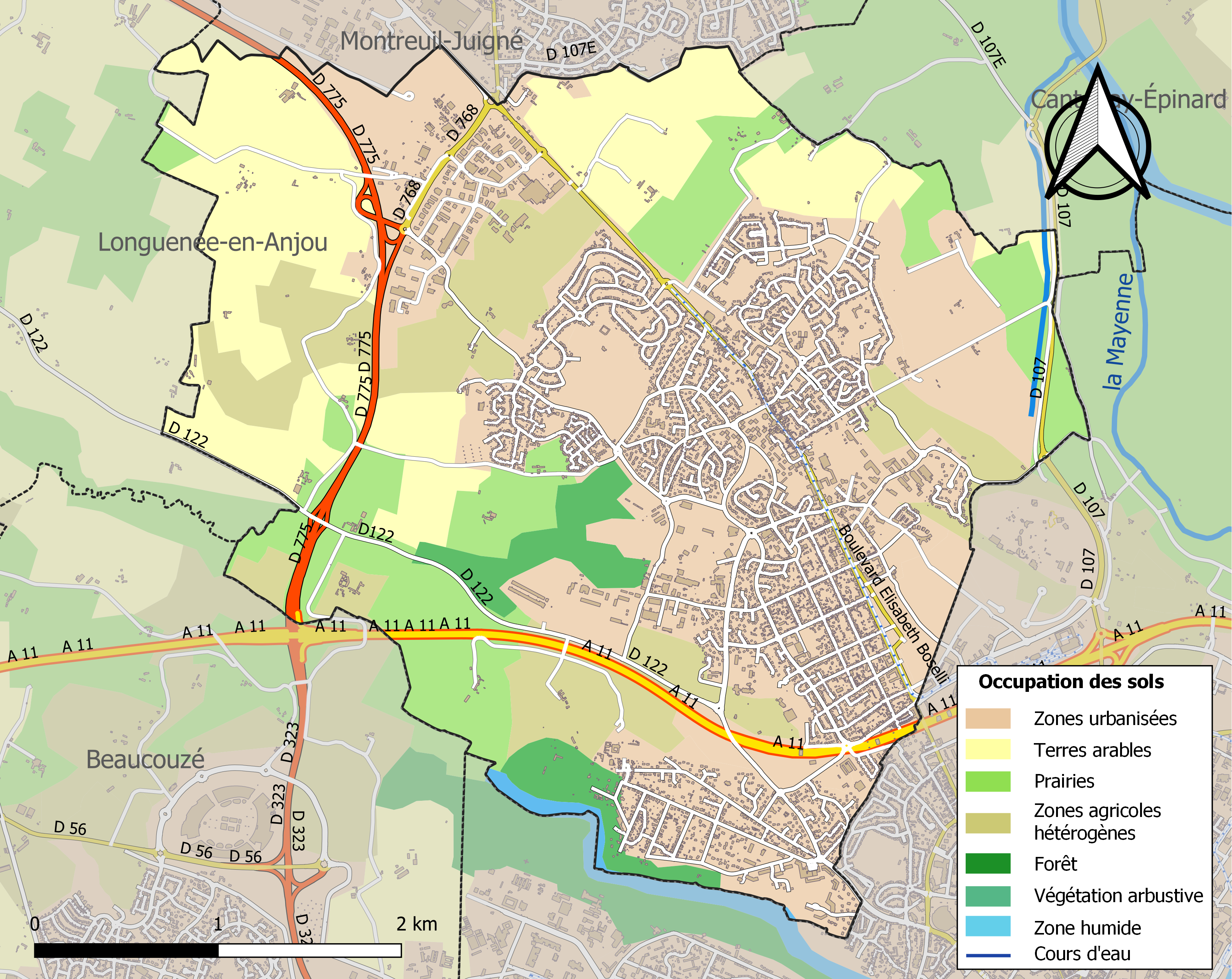
Carte des infrastructures et de l'occupation des sols de la commune en 2018 (CLC).

### Environnement
Avrillé a fait l’objet de plusieurs études suggérant d'y conserver et développer une agriculture périurbaine voire urbaine,.

### Avrillé, ville-parc
Ville fleurie (récompensée par 4 fleurs au concours national des villes et villages fleuris en 2015 et arborée, Avrillé dispose de nombreux espaces verts publics, soit 48 hectares environ auxquels il faut ajouter 32 hectares autour de l'étang Saint-Nicolas :
- le parc de l'Hôtel de ville ;
- le parc des Poumons verts ;
- le bois des Assis ;
- le parc Georges Brassens, agrandi récemment, d'une superficie de 29 hectares, avec extension sur la partie couverte de l'autoroute A11.

La ceinture verte est un projet à long terme destiné à limiter l'urbanisation.

## Toponymie
Dans l'Antiquité Aprilis était le nom d'un propriétaire romain (avril en latin) et, par extension, le nom de ses villas. Ce serait l'origine du nom Avrillé.
De Aprilis, le nom du site passe à Johannes de Avrilleio au XIe siècle, puis Auvrillé au XIIIe siècle, avant de devenir Avrillé aux XVIIIe et XIXe siècles,,.

## Histoire

### Préhistoire
Le territoire est habité bien avant que soit constitué un domaine gallo-romain. Des bifaces de type acheuléen (paléolithique) trouvés au bas de la Perrière, une hache-marteau en diorite datant du néolithique découverte parmi d'autres objets de pierre polie au Bois du Roy, des traces enfin d'une industrie métallurgique primitive (-500) en divers endroits de la commune attestent la présence ancienne, temporaire ou durable, des hommes sur la commune mais on ne peut encore pas parler vraiment de la naissance d'Avrillé, car aucune trace ne laisse penser que s'y trouvait un quelconque village.

### Ancien Régime
L'histoire d'Avrillé est plus documentée à partir du XIIe siècle, quand la paroisse d'Auvrillé est créée. Jusque-là, le territoire de l'actuelle commune appartient au comte d'Anjou. En 1129, le comte Foulques le Jeune part en croisade et fait don d’une partie de ses terres à l'abbesse du Ronceray et l'autorise à y créer un bourg. L'église Saint-Gilles est alors construite.
Dès cette époque et pour la première fois en Anjou, on commence à exploiter les ardoises à Avrillé.
Pendant l'Ancien Régime, Avrillé et ses habitants vivent des ardoisières, de la culture viticole, mais aussi du « nourrissage » (mise en nourrice d'enfants). C'est un petit village rural, assez pauvre. Dès la fin du XVIIe siècle, ses limites territoriales deviennent les mêmes que celles du XXIe siècle.

### Époque contemporaine
Avrillé devient une commune avec un maire et une municipalité en 1791.
Entre janvier et avril 1794, durant les guerres de Vendée, près de 863 à 3 000 personnes (hommes et femmes) sont fusillés en un lieu qu'on appellera très vite « Champ des Martyrs », lieu de pèlerinage en Anjou. Une chapelle est édifiée au XIXe siècle. Le pape Jean-Paul II béatifie 99 des 2 000 massacrés dont Odile Beaugard et Marie-Anne Voillot, deux religieuses de charité ; deux rues de la commune portent leur nom.
Au XIXe siècle, Avrillé est une petite commune rurale et ouvrière de la banlieue d'Angers. Une carrière d'ardoises est très tôt exploitée. À partir de 1815, l'exploitation ardoisière n'est pas très importante. Plusieurs effondrements et une faillite fragilisent l'activité. Un grave accident se produit le 25 janvier 1905 ; la rupture d'un câble remontant les ouvriers du puits entraîne plusieurs morts originaires d'Angers et d'Avrillé. Cinq ouvriers avrillais, victimes de cette catastrophe, sont inhumés au cimetière. Le village se développe très lentement. Pendant la Première Guerre mondiale, 45 habitants perdent la vie.
Pendant l'entre-deux-guerres, quelques travaux d'aménagement relativement importants sont mis en œuvre : en 1925 on défriche le Bois-du-Roy pour construire un lotissement, l'électricité arrive en 1926 et on commence en 1929 les constructions au Parc-de-la-Haye. En 1939, l'architecte Ernest Bricard construit pour la Compagnie française d'aviation l'école d'aviation d'Angers-Avrillé, le long de la route nationale 162.
Durant la Seconde Guerre mondiale, les troupes allemandes utilisent ce site comme base de la Kriegsmarine et pour entreposer leurs chasseurs bombardiers. Avrillé devient alors une cible militaire pour l'aviation alliée qui la bombarde pendant l'été 1944. Le 17 juin 1944, le terrain d'aviation est bombardé, faisant 22 victimes. Le 8 août 1944, lors des combats pour la libération, on dénombre 5 morts.
Jusque dans les années 1950, Avrillé est une petite banlieue d’Angers, à la fois rurale et ouvrière (respectivement 20 % et 60 % des habitants actifs). Seule la route principale est pavée, les autres rues sont toujours en terre.
Dans les années 1950 et 1960, sous l’impulsion de deux maires successifs (Émile Savigner de 1947 à 1959, puis Yves Besnier de 1959 à 1977), la ville d'Avrillé se développe et se transforme pour devenir peu à peu ce qu'elle est au début du XXIe siècle. De nouveaux logements sont construits, les rues sont goudronnées, la population triple (en 1946 les Avrillais sont 1 604, en 1999 ils sont 13 267). Les professions et catégories socioprofessionnelles s'installent dans la commune qui voit les origines sociales de sa population se diversifier.
La ville fait l’objet d'une attention particulière en raison de séquelles particulières de guerre ; l'armée y ayant jeté environ 7 000 tonnes de munitions non explosées (provenant à 90 % de la Première Guerre mondiale, dont 4 millions de grenades à main) dans le lac situé dans la commune, près de la déchetterie et à proximité des habitations.
Ouvert au début du XXe siècle, l'aérodrome d'Avrillé ferme définitivement en 1998 ; l'activité est transférée sur la commune de Marcé.
Avrillé devient la 13e ville de Maine-et-Loire en nombre d'habitants, une banlieue pavillonnaire, verte qui est récompensée par quatre fleurs au concours des villes et villages fleuris (cinq parcs et plus de 11 000 arbres selon la mairie) et assez dynamique : projet du parc végétal Terra Botanica, tramway Arc-en-ciel, le contournement Nord d'Angers ainsi que le quartier du Plateau de la Mayenne.

## Politique et administration

### Administration municipale
| Période                                  | Période                      | Identité                      | Étiquette                           | Qualité |
| ---------------------------------------- | ---------------------------- | ----------------------------- | ----------------------------------- | --- |
| 1791                                     | 1800                         | François-René Coué            |                                     | |
| 29 juin 1800                             | 1804 (démission)             | Gastines                      |                                     | |
| 30 avril 1804                            | 1813                         | Joseph Bachelier de Bercy     |                                     | |
| 1813                                     | 1830                         | Camille Boguais               |                                     | |
| 1830                                     | 1848                         | Victorin Laréveillère         |                                     | |
| 17 mars 1848                             | août 1848                    | Alexandre Chiron              |                                     | |
| 10 août 1848                             | 1852                         | Victorin Laréveillère         |                                     | |
| 1852                                     | 1860                         | Hector Boguay de La Boissière |                                     | |
| 1860                                     | 1871                         | Richou-Durand                 |                                     | |
| 1871                                     | 1904                         | Edmond Raffray                |                                     | |
| 1904                                     | 1945                         | Joseph Boguay de la Boissière |                                     | |
| 1945                                     | 1947                         | Auguste Blot                  |                                     | |
| 1947                                     | 1962                         | Émile Savigner                |                                     | Propriétaire du château de la Garde |
| 1962                                     | mars 1977                    | Yves Besnier                  | UNR puis UDR puis RPR               | Ingénieur Vice-président du District urbain d'Angers Suppléant du député René la Combe (1962 → 1978)                                                                                   |
| mars 1977                                | mars 1983                    | Guy Pasquier                  | PS                                  | Technicien Bull puis formateur Afpa |
| mars 1983                                | juillet 2020                 | Marc Laffineur,               | UDF-PR puis DL puis UMP-LR puis DVD | Médecin anesthésiste-réanimateur Secrétaire d'État (2011 → 2012) Député de Maine-et-Loire (7e circ.) (1988 → 2011 et 2012 → 2017) Conseiller général d'Angers-Nord-Ouest (1982 → 2001) |
| juillet 2020                             | En cours (au 5 juillet 2020) | Caroline Houssin-Salvetat     | SE-DVD                              | Directrice des ressources humaines |
| Les données manquantes sont à compléter. |                              |                               |                                     | |

En 2010, la commune d'Avrillé a été récompensée par le label « Ville Internet @@@ ».

### Intercommunalité
La commune est membre de la communauté urbaine Angers Loire Métropole, elle-même membre du syndicat mixte Pôle métropolitain Loire Angers.

### Autres circonscriptions
Jusqu'en 2014, Avrillé fait partie du canton d'Angers-Nord-Ouest et de l'arrondissement d'Angers. Ce canton comprend alors Avrillé et une fraction d'Angers. C'est l'un des quarante-et-un cantons que compte le département ; circonscriptions électorales servant à l'élection des conseillers généraux, membres du conseil général du département. Dans le cadre de la réforme territoriale, un nouveau découpage territorial pour le département de Maine-et-Loire est défini par le décret du 26 février 2014. La commune est alors rattachée au canton d'Angers-4, avec une entrée en vigueur au renouvellement des assemblées départementales de 2015.

## Population et société

### Démographie

#### Évolution démographique
L'évolution du nombre d'habitants est connue à travers les recensements de la population effectués dans la commune depuis 1800. Pour les communes de plus de 10 000 habitants les recensements ont lieu chaque année à la suite d'une enquête par sondage auprès d'un échantillon d'adresses représentant 8 % de leurs logements, contrairement aux autres communes qui ont un recensement réel tous les cinq ans,.

En 2022, la commune comptait 15 225 habitants, en évolution de +11,14 % par rapport à 2016 (Maine-et-Loire : +2,12 %, France hors Mayotte : +2,11 %).
| 1800 | 1806 | 1821 | 1831 | 1836  | 1841  | 1846  | 1851  | 1856  |
| ---- | ---- | ---- | ---- | ----- | ----- | ----- | ----- | ----- |
| 484  | 591  | 790  | 920  | 1 058 | 1 273 | 1 203 | 1 055 | 1 064 |

| 1861 | 1866 | 1872 | 1876 | 1881  | 1886 | 1891 | 1896  | 1901  |
| ---- | ---- | ---- | ---- | ----- | ---- | ---- | ----- | ----- |
| 985  | 988  | 959  | 964  | 1 003 | 942  | 911  | 1 018 | 1 163 |

| 1906  | 1911  | 1921 | 1926  | 1931  | 1936  | 1946  | 1954  | 1962  |
| ----- | ----- | ---- | ----- | ----- | ----- | ----- | ----- | ----- |
| 1 063 | 1 047 | 886  | 1 104 | 1 422 | 1 640 | 1 604 | 2 218 | 3 034 |

| 1968  | 1975  | 1982   | 1990   | 1999   | 2006   | 2011   | 2016   | 2021   |
| ----- | ----- | ------ | ------ | ------ | ------ | ------ | ------ | ------ |
| 4 603 | 9 386 | 10 811 | 12 878 | 12 991 | 12 242 | 12 808 | 13 699 | 14 938 |

| 2022   | - | - | - | - | - | - | - | - |
| ------ | - | - | - | - | - | - | - | - |
| 15 225 | - | - | - | - | - | - | - | - |

#### Pyramide des âges
La population de la commune est relativement âgée. En 2020, le taux de personnes d'un âge inférieur à 30 ans s'élève à 32,3 %, soit en dessous de la moyenne départementale (36,9 %). À l'inverse, le taux de personnes d'âge supérieur à 60 ans est de 34,7 % la même année, alors qu'il est de 26,1 % au niveau départemental.
En 2020, la commune comptait 6 818 hommes pour 7 909 femmes, soit un taux de 53,7 % de femmes, largement supérieur au taux départemental (51,42 %).
Les pyramides des âges de la commune et du département s'établissent comme suit.
| Hommes | Classe d’âge | Femmes |
| ------ | ------------ | ------ |
| 1,5    | 90 ou +      | 2,1    |
| 9,9    | 75-89 ans    | 12,2   |
| 21,3   | 60-74 ans    | 22     |
| 16,9   | 45-59 ans    | 18     |
| 16,5   | 30-44 ans    | 14,8   |
| 16,4   | 15-29 ans    | 15,4   |
| 17,5   | 0-14 ans     | 15,5   |

| Hommes | Classe d’âge | Femmes |
| ------ | ------------ | ------ |
| 0,9    | 90 ou +      | 2,1    |
| 7      | 75-89 ans    | 9,5    |
| 16,2   | 60-74 ans    | 16,9   |
| 19,4   | 45-59 ans    | 18,7   |
| 18,2   | 30-44 ans    | 17,5   |
| 18,8   | 15-29 ans    | 17,6   |
| 19,5   | 0-14 ans     | 17,6   |

### Enseignement
Présence de plusieurs établissements : groupes scolaires du Bois du Roy, Jean Piaget, de l'aérodrome, Saint-Exupéry, écoles privées Sainte-Colombe et Notre-Dame de l'Adézière, collège Clément-Janequin et lycée professionnel Paul-Émile-Victor.

### Santé
Établissements de santé : clinique neuro-psychiatrique Saint-Didier, résidence la Fauvetterie (infirmes moteurs cérébraux), foyer les Tournesols (handicapés physiques), foyers-logements pour les personnes âgées.

### Sports
Mi-2009, Avrillé compte plusieurs associations sportives regroupées au sein de la fédération des associations sportives d'Avrillé (ASA) : arts martiaux (judo, karaté, kung fu, etc.), athlétisme, badminton, basket-ball, BMX, cyclisme, équitation, escalade, football, golf, gymnastique, handball, natation, tennis et tennis de table.

### Cultes
Lieux de culte : église protestante évangélique, église Saint-Gilles (catholique).

Avrillé a la particularité d'accueillir deux communautés dominicaines contemplatives et traditionalistes :
- la fraternité Saint-Dominique, sise dans le prieuré de la Haie-aux-Bonshommes créé en 1982 où résident une vingtaine de frères ;
- le monastère Saint-Joseph, fondé en 1982, où prient dans la fuga mundi, une quinzaine de sœurs dominicaines contemplatives[41]. Elles ouvrent leurs portes au public lors des journées européennes du patrimoine[42]. Devenues plus nombreuses, les sœurs fondent, en 2015, le monastère de l'Immaculée à Montagnac-la-Crempse dans le Périgord.

## Économie

### Revenus de la population et fiscalité
En 2010, le revenu fiscal médian par ménage était de 33 073 €, ce qui plaçait Avrillé au 9 088e rang parmi les 31 525 communes de plus de 39 ménages en métropole.

### Secteurs d'activités
Sur 772 établissements présents sur la commune à fin 2010, 2 % relèvent du secteur de l'agriculture (pour une moyenne de 17 % sur le département), 7 % du secteur de l'industrie, 8 % du secteur de la construction, 64 % de celui du commerce et des services et 20 % du secteur de l'administration et de la santé. Cinq ans plus tard, en 2015, sur les 966 établissements présents, 1 % relèvent du secteur de l'agriculture (pour une moyenne de 11 % sur le département), 6 % du secteur de l'industrie, 8 % de celui de la construction, 65 % du secteur du commerce et des services et 21 % de celui de l'administration et de la santé.

### Industries
- Giffard, entreprise de fabrication de liqueurs dont la menthe-pastille et du guignolet.
- Artus, filiale du groupe Meggitt, établissement de fabrication de moteurs électriques.

### Commerces
- Un centre commercial en centre-ville regroupant un supermarché Carrefour Market et une dizaine de boutiques ;
- Un centre commercial de proximité, dans le quartier du Bois du Roy ;
- Un centre commercial de proximité, dans le quartier du Val d'Or ;
- Un hypermarché Auchan d'une surface de 5 800 m2, situé à l’entrée nord de la ville, comprenant une galerie marchande, quelques moyennes surfaces (Kiabi, Norauto, Électro Dépôt, Chauss Expo) et l'un des cinq restaurants McDonald's d'Angers ;
- Un magasin de hard discount à l’enseigne Netto.

### Zones d'activités économiques
Présence de plusieurs zones d'activités, dont le parc d'activités Angers-Avrillé, au nord-ouest de la commune, regroupant trois secteurs : La Croix Cadeau, Le Fléchet, Les Landes I et II. Quelques entreprises implantées : Zach System, Atab, La Poste, Innodes Sa, Eurostranspharma, Soregor, Établissements Petit, Hormann, Ottofond, Man Camion & Bus, Foucteau, Sombat, VM Matériaux.

## Culture locale et patrimoine

### Structures culturelles
- V.M.H-Anjou (Véhicules Militaires Historiques), association de restaurations de véhicules militaires.
- Centre culturel Georges-Brassens.

Répartie en deux secteurs adultes et jeunesse, la médiathèque propose en prêt ou en consultation environ 25 000 ouvrages, périodiques, ainsi que des postes multimédia. Le fonds de la médiathèque est également en ligne.

### Lieux et monuments

#### Patrimoine architectural
- Le château de La Boissière (1860), propriété privée.
- Le château de La Garde (1858), centre de formation des maîtres de l'enseignement catholique.
- Le château La Plesse (du XVe siècle au XXe siècle), maison de retraite[47].
- Le manoir dit château de la Perrière (classé MH), construit au XVIIe siècle, acquis par la ville d'Avrillé et entièrement restauré. Entouré de jardins à la française et d'un vaste espace s'étendant jusqu'à la Mayenne comprenant un restaurant, des salles de réception et un golf 18 trous[48].
- L'église paroissiale Saint-Gilles, construite en 1983 à l'emplacement de l'ancienne église démolie.
- Deux moulins caviers, le moulin de la Croix Cadeau (1730) et le moulin de la Garde (XVIIe siècle, inscrit MH)[49], et un moulin à eau, dit la Minoterie[50].
- L'ancien prieuré de la Haie-aux-Bonshommes (XIIe siècle, inscrit et classé MH), avec chapelle du XVIIe siècle[51].
- Chapelle Saint-Louis du Champ des Martyrs (XIXe siècle) honorant la mémoire des 2 000 personnes victimes des fusillades d'Avrillé en 1794, dont 99 ont été béatifiées en 1984 par Jean-Paul II et sont connus sous le nom de martyrs d'Angers.

#### Patrimoine naturel
- Le parc de la Haye.
- Le Lac Bleu.

#### Galerie

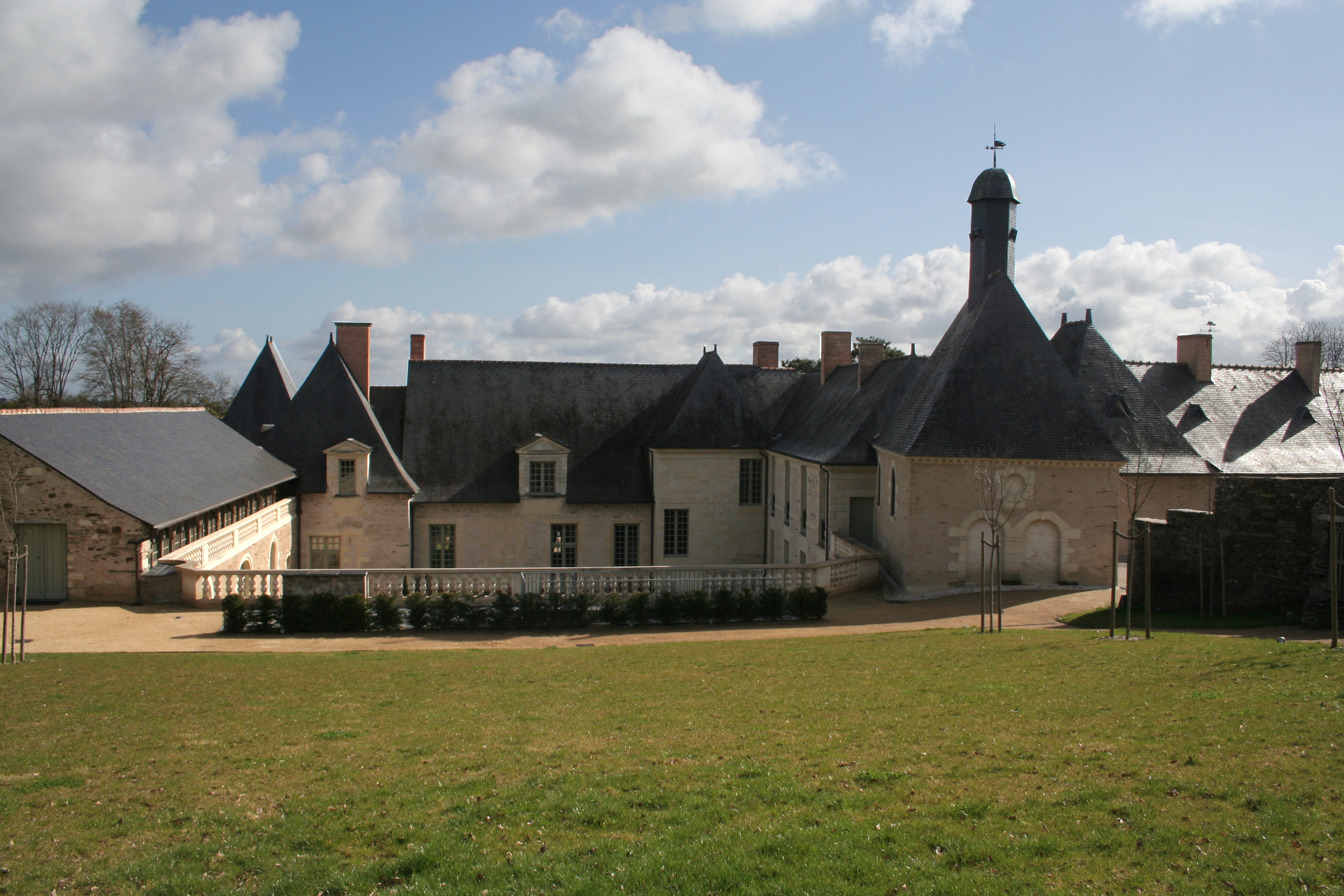
Château de la Perrière.
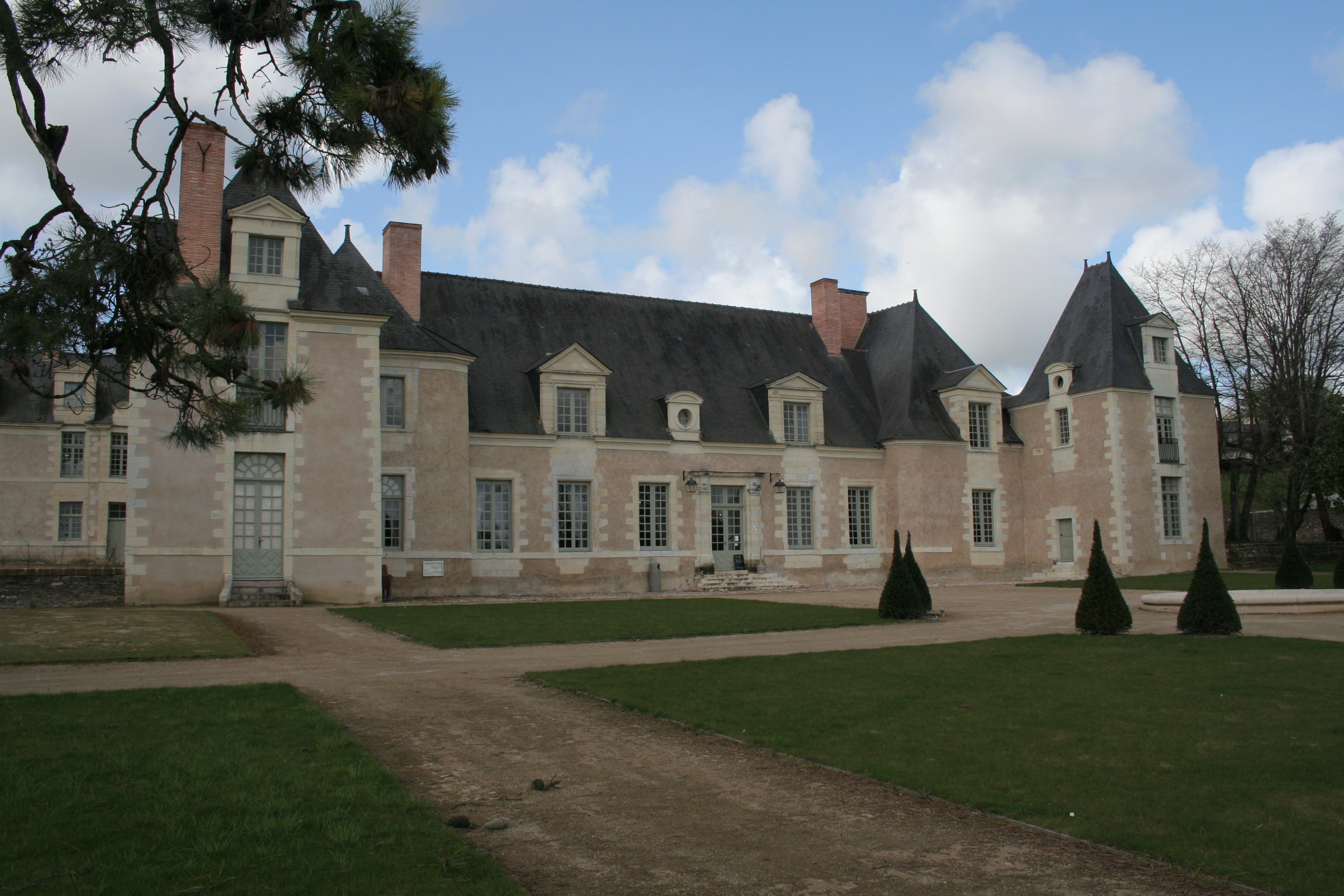
Château de la Perrière.
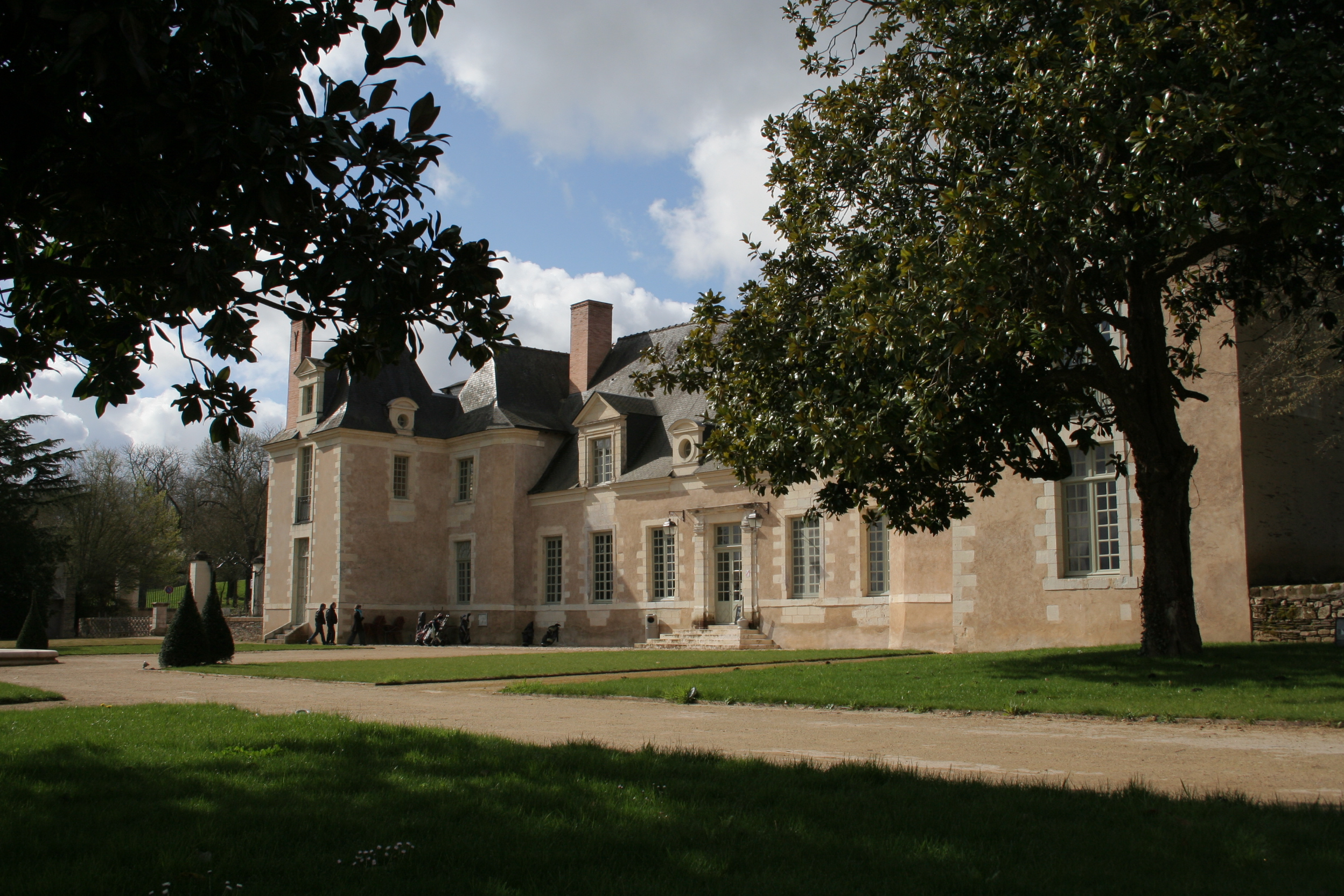
Château de la Perrière.
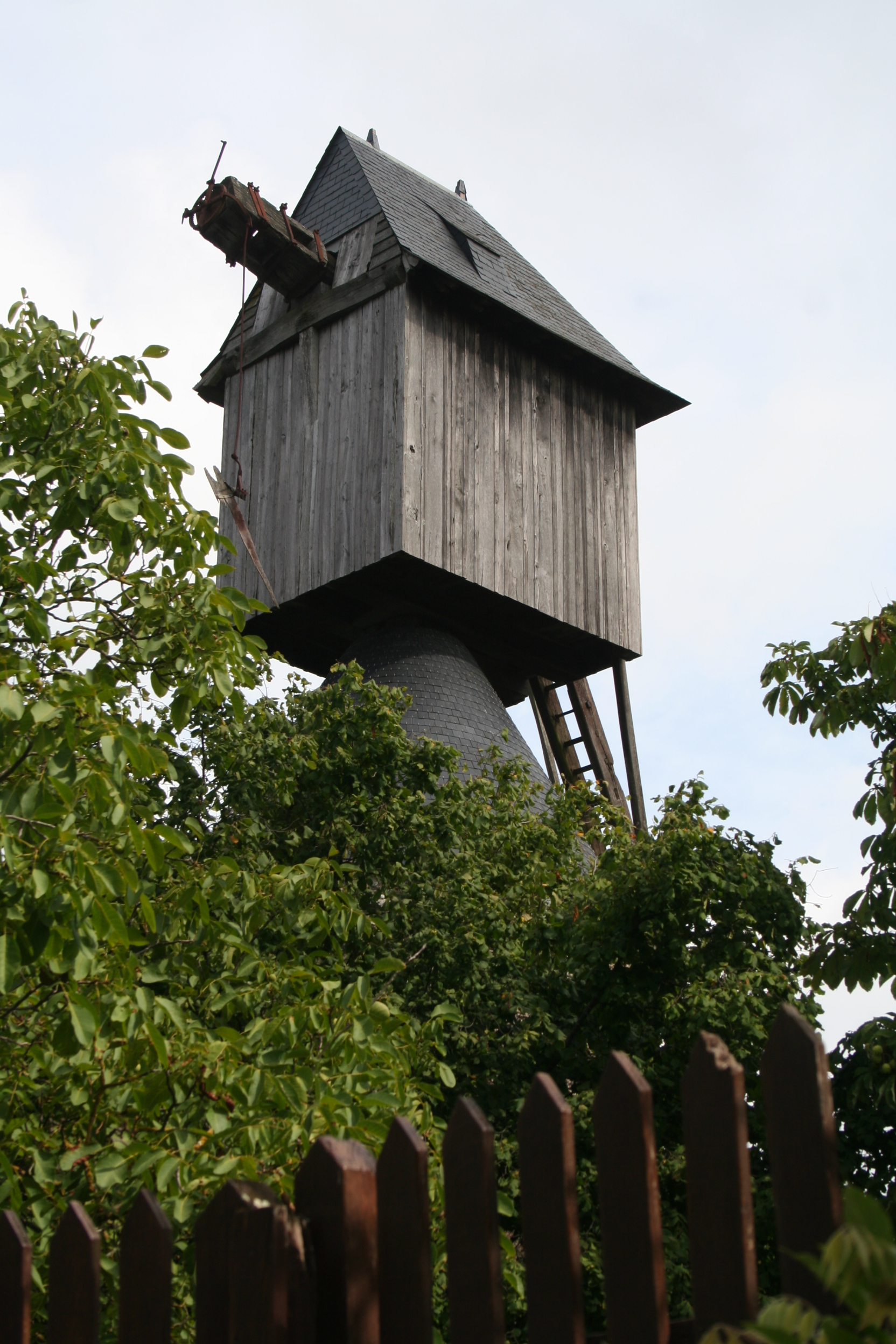
Moulin à vent de la Garde.
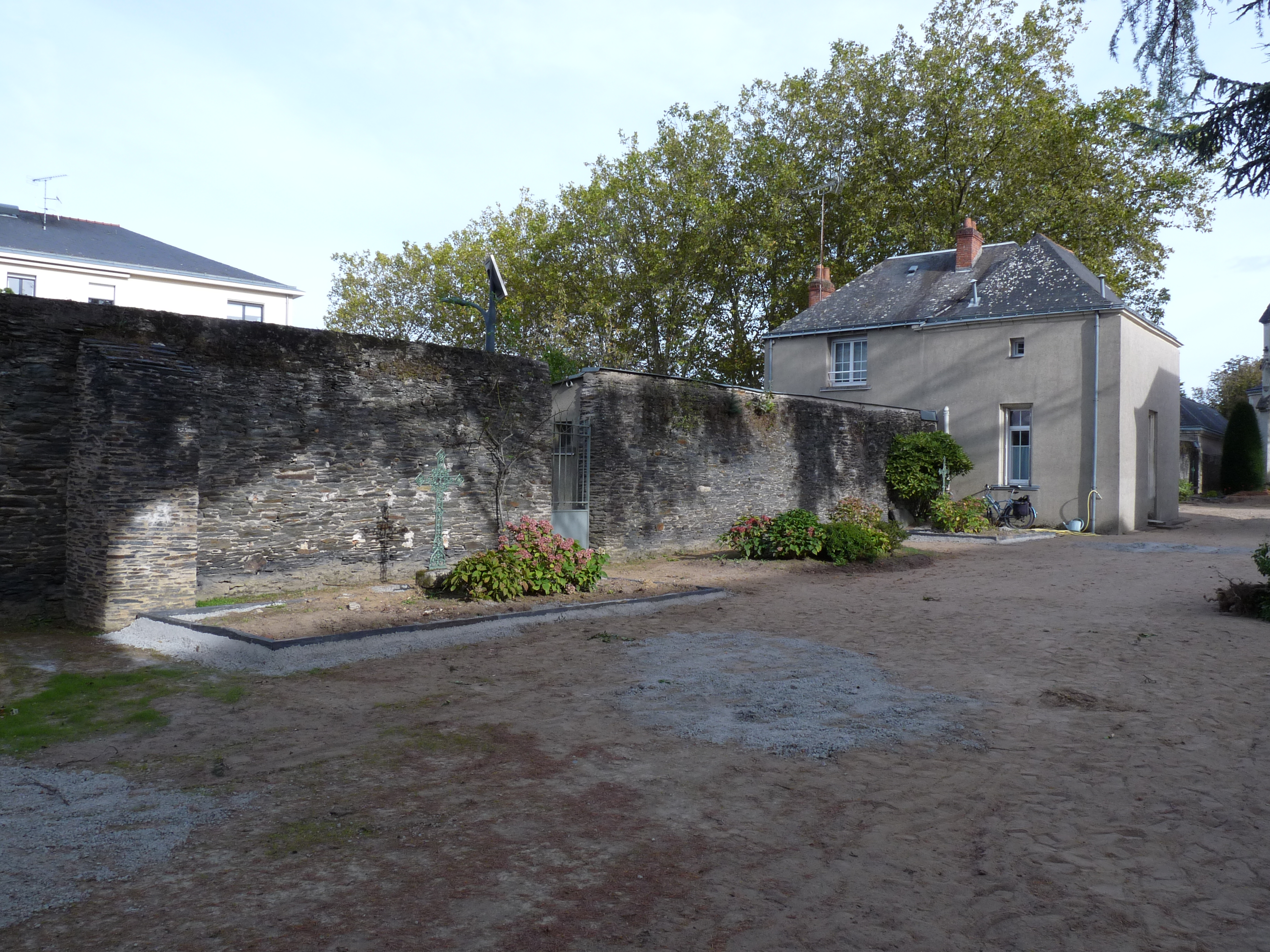
Le Champ des Martyrs.
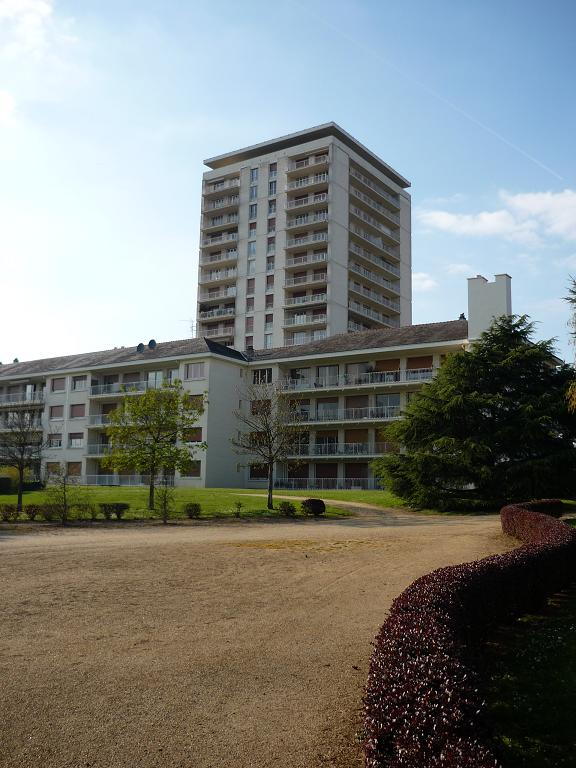
Tour du Val d'Or dans le quartier du Parc de la Haye.

### Personnalités liées à la commune
- Charles de Gondi : seigneur d'Avrillé de 1520 à 1540, descendant d'une famille de banquiers florentins, il avait pour fief le domaine des Raffoux. Il a été le protecteur de Clément Janequin et ce dernier fut parrain de ses enfants baptisés dans l’église d’Avrillé.
- Charles Goddes de Varennes : gentilhomme de la fauconnerie du roi, se rend acquéreur en 1606 du château de la Perrière. Son fils François, né en 1593, fut Conseiller d'État, gentilhomme ordinaire de la Chambre en 1648, devint ambassadeur extraordinaire des rois Louis XIII et Louis XIV. Il fut chargé, à ce titre, de nombreuses missions qui le conduisirent, entre autres, à Constantinople. Il est mort le 13 juillet 1680.
- Clément Janequin : né à Châtellerault vers 1485. Après des études religieuses et musicales à Bordeaux, il rejoint son frère Simon à Angers en 1531 et y devient chapelain, puis maistre de la psalette à la cathédrale Saint-Maurice d'Angers. Nommé curé d'Avrillé en 1532, il laissa la charge de sa paroisse à son vicaire Jehan Garande afin de se consacrer à ses compositions musicales. Protégé de François de Gondi, seigneur d’Avrillé. En 1540, il s'installa définitivement à Paris où, en 1549, il obtient le titre de « compositeur ordinaire du Roi ». Il meurt en 1558 ou 1559. Un collège d’Avrillé porte son nom.
- René Gasnier (1874-1913) : fut l'un des principaux promoteurs de l'aviation en France. En 1908, il réussit son premier vol sur une distance d’environ 1 kilomètre à une altitude de 6 à 7 mètres. Il participa activement à la naissance de l'aérodrome d'Angers-Avrillé et y organisa en 1910 la première course d'aéroplanes « Angers-Saumur ».
- Roger Chupin, cycliste sur route français y est né.
- La famille Cointreau qui avait une propriété sur la commune et y résidait.
- Christian Raymond, cycliste français y est né.
- Éric Tabarly, dont les parents avaient une propriété sur la commune et y résidaient.
- Claude Bourrigault, footballeur  français ayant évolué au SCO y résidait.

### Héraldique

Blason d’Avrillé.

Le blason de la commune a été créé en 1981 à l'occasion du jumelage avec la ville allemande de Schwalbach, par Jacques Thomé, adjoint du maire de l'époque.
Il représente les éléments de la vie d'autrefois : Les fleurs de lys représentent l'Anjou, les outils des fendeurs d'ardoises évoquent son exploitation jusqu'à la fin du XIXe siècle, le moulin symbolise les caviers dont deux subsistent, la grappe de raisin rappelle l'exploitation de la vigne jusqu'au XIXe siècle.